# Тарбагатай (Петровськ-Забайкальський район)
Тарбагата́й (рос. Тарбагатай) — село (колишнє селище міського типу) у складі Петровськ-Забайкальського району Забайкальського краю, Росія. Адміністративний центр Тарбагатайського сільського поселення.

## Населення
Населення — 2227 осіб (2010; 2521 у 2002).